# Dendrophthoe praelonga
Dendrophthoe praelonga là một loài thực vật có hoa trong họ Loranthaceae. Loài này được (Blume) Miq. mô tả khoa học đầu tiên năm 1856.